# Лодур
Лодур (давньоскан. Lóðurr) — один з деміургів скандинавської міфології. Згадується у поетичній поемі Едди Völuspá, він наділив першого чоловіка, зробленого з ясеня (Аска), кров'ю та  рум'янцем. Інколи його по-різному ідентифікували його з Локі, Вілі, Ве та Фрейром, однак ні одна з теорій не була підтверджена. Також не існує підтверджень, що подібні теорії були науковими або реально існували, а не були сучасними вигадками або містифікаціями.
"Якось раз вийшли три аса до моря, благі, могутні крокували по світу, знайшли на мілині двох неживих, Аска і Емблу, що не надбали ще долі, — душі не мали, розуму не мали, ні руху крові, ні кольору живого: душу дав Одін, розум дав Хенір, кров же дав Лодур і колір живого … "
Лодур фізіологічно відповідальний за «тепло і колір живого». Будь-які теорії, що співвідносять його із стихіями, не підтверджені.

## Ім'я та згадки в Старшій Едді
Значення імені не відомо.
У Старшій Едді Лодур зустрічається у «Пророцтвах Вьольви», де разом з Одіном та Хьоніром створюють перших людей:
|  | 17. Unz þrír kvámu ór því liði öflgir ok ástgir æsir at húsi, fundu à landi lítt megandi Askr ok Emblu örlöglausa. 18. Önd þau né āttu, óð þau né höfðu, lá né læti né litu goða. … и gaf Óðinn, óð gaf Hœnir, lá gaf Lóðurr ok litu góða. — Оригінальний текст | 17 Аж троє прийшли із того стану, моцних і лагідних асів родини, знайшли на землі лежáчих безсило Аска та Емблу, позбавлених долі. 18 Не мали ні подиху, ані душі вони, ні теплоï крові, безкровні обличчя; подих дав Одін, душу дав Хенір, Лодур тепло дав і колір обличчям. (Переклав В. Кривоніс) | 17 Троє прийшло їх із того війська сильні та лагідні до асів домівки, знайшли на землі - лежали безсильно – Аска та Емблу, позбавлених долі. 18 Ні подиху було, ні духу не мали, ні теплої крові, ні вигляду доброго; подих дав Одін, душу дав Генір, тепло дав Лодур і вигляд добрий. (Переклав І. Біленко-Шумахер) |
|  | --- | --- | --- |

## Теорії науковців
Найвідомішу теорію запропонувала науковиця Урсулою Дронке, вона полягає в тому, що Лодур є «третім ім'ям Локі / Лоптра». Головний аргумент полягає в тому, що боги Одін, Хьонир і Локі зустрічаються як тріо в Хаустльонгу, в прозовому пролозі до Регіншмалю, а також в Локе Татур — фарерській балладі, яка є рідкісним прикладом появи норвезьких богів в фольклорі. Однак жодне дослідження, яке посилається на цю Фарерські баладу, ще не приводило перекладів та тексту цієї балади. В деяких статтях пишуть, що Ян де Вріз і Жорж Дюмезіль, також ідентифікували Лодрура як Локі. Але ця теорія на цей час не має підтверджень, тому що жодне з досліджень, що посилається на Яна де Вріза і Жоржа Дюмізеля, ще не приводило тексту досліджень Яна Де Вріза і Жоржа Дюмізеля.
Також варто зауважити, що жодної вказівки на те, що це було б ім'я будь-якого іншого бога, наприклад Фрейра, не існує.

## Цитування
1. ↑  Gylfaginning 6-10. notendur.hi.is. Архів оригіналу за 22 вересня 2012. Процитовано 1 березня 2018.
2. ↑  Журнал "Самиздат".Хаген Альварсон. Равенсфьорд. samlib.ru. Архів оригіналу за 1 березня 2018. Процитовано 1 березня 2018.
3. ↑  Пророкування вьольви / Пісні про богів / edda.in.ua. edda.in.ua (укр.). Архів оригіналу за 1 березня 2018. Процитовано 1 березня 2018.